# Jacques Guérard
Pour les articles homonymes, voir Guérard.
Jacques Guérard, né à Paris 12e le 4 novembre 1897 et mort à Saint-Jean-Cap-Ferrat le 24 juin 1977,, fut un collaborationniste, un administrateur et un homme politique français, président de compagnies d'assurances.

## Jeunesse et formation
Issu d'une vieille famille originaire de Provins (Seine-et-Marne), fils de Louis Guérard,, ingénieur diplômé de l’École centrale, directeur à la Compagnie du chemin de fer de Paris à Orléans, et petit-neveu du graveur Henri Guérard, il passe son enfance et sa jeunesse à Paris. 
Licencié en droit, il s'engage en 1915 et sert dans l'artillerie. Blessé à Verdun, décoré de la croix de guerre, il reprend ses études après le conflit et est reçu au concours de l'inspection des Finances. 
Ce haut fonctionnaire brillant, qui sera quelques années marié à une petite-fille du physiologiste Charles Richet, Jacqueline Richet (1908-1984), laquelle sera déportée à Ravensbrück puis Mauthausen  pour faits de résistance, part ensuite « pantoufler » dans le privé et sera notamment directeur de la Banque franco-chinoise pour le commerce et l'industrie (1925-1935), directeur de la Banque nationale de l'Iran et conseiller économique du shah d'Iran Reza Chah (1935-1938) et, dès son retour en France, président du conseil d'administration de la compagnie d'assurances La Préservatrice (1938), où il est imposé par la banque Worms lorsque celle-ci entre au capital de la société dont l'équilibre financier avait été compromis par de mauvaises opérations.

## Collaboration
Il est appelé en mai 1940 par Paul Baudoin, qu'il avait connu au ministère des Finances, pour diriger son cabinet au ministère des Affaires étrangères. Dans le cadre de ses fonctions, il signe le télégramme adressé à l'ambassadeur de France à Washington, le 18 octobre 1940, pour justifier le statut des Juifs adopté la veille par le gouvernement. En 1941, sur ordre de Darlan, il accompagne en Syrie le diplomate allemand Rudolf Rahn afin de vérifier que les autorités françaises du Levant respectent les accords autorisant les avions allemands se rendant en Irak à faire escale sur le territoire syrien. 
Prédécesseur de Gabriel Cheneaux de Leyritz à la tête du Comité d'organisation des assurances, organisme corporatif créé en application de la Charte du travail du 4 octobre 1941, ce partisan déclaré de la collaboration avec l'Allemagne est nommé par Pierre Laval secrétaire général du gouvernement le 18 avril 1942. En avril 1943, ce spécialiste des missions difficiles accompagne le président du Conseil à Berchtesgaden alors que l'Allemagne vient d'être vaincue à Stalingrad.
Il a reçu la Francisque.

## Après-guerre
Obligé de quitter la France avec les autres membres du gouvernement, en août 1944, il tente de se réfugier en Suisse, mais y est arrêté et refoulé vers l'Allemagne. En novembre, il rejoint le personnel politique à Sigmaringen puis villa Bianca à Fasano où il est accueilli par Georges Guilbaud, ministre plénipotentiaire en Italie, et sa femme Maud. Passé au Portugal, il trouve plus tard un refuge durable à Séville, en Espagne, où il s'établit comme industriel. 
Le 25 mars 1947, il est condamné à mort par contumace, à la dégradation nationale à vie, à la confiscation des biens. En 1951, il obtient, de concert avec un autre exilé, Christian du Jonchay, ancien de la Phalange africaine, qu'une messe à la mémoire du maréchal Pétain soit célébrée dans la chapelle royale de la cathédrale de Séville. 
Rentré en France en 1955, il est condamné à cinq ans de dégradation nationale en 1958 mais est immédiatement relevé de cette peine. Il reprend dès lors sa carrière dans les affaires, comme dirigeant ou administrateur de plusieurs compagnies d'assurances  (Le Continent-IARD, Le Continent-Vie et l'Union générale du Nord). Il avait épousé en secondes noces, le 8 octobre 1932, Joséphine (dite Josette) Vendret (1905-1990), et ne laissa pas de postérité de ses deux mariages. Il est inhumé dans la tombe familiale Guérard à Provins (cimetière de la ville basse).

## Publications
- Pour une politique des assurances (1941). Conférence faite le 17 novembre 1941 à l’École libre des sciences politiques pour inaugurer les Cours du Centre d’étude supérieure d’assurance.
- Criminel de Paix (1953)

## Distinctions
- Ordre de la Francisque